# Umwa Village
Umwa Village är en ort i Kiribati.   Den ligger i örådet Banaba och ögruppen Gilbertöarna, i den sydvästra delen av landet, 500 km sydväst om huvudstaden Tarawa. Umwa Village ligger 11 meter över havet och antalet invånare är 135. Den ligger på ön Banaba Island.
Terrängen runt Umwa Village är platt.  Umwa Village är det största samhället i trakten. 